# Thảm sát Srebrenica
Thảm sát Srebrenica, còn được gọi là cuộc diệt chủng Srebrenica, là cuộc diệt chủng xảy ra trong tháng 7 năm 1995 giết chết 8.000  đàn ông và trẻ em trai Hồi giáo Bosniak trong và xung quanh thị trấn Srebrenica, trong Chiến tranh Bosnia.
Các vụ giết người được thực hiện bởi các đơn vị của Quân đội Serb của Republika Srpska (VRS) dưới sự chỉ huy của Ratko Mladić. Bọ Cạp, một đơn vị bán quân sự từ Serbia, từng là một phần của Bộ Nội vụ Serbia cho đến năm 1991, cũng tham gia vào vụ thảm sát.
 
Trước vụ thảm sát, Liên Hợp Quốc đã tuyên bố vùng đất bị bao vây của Srebrenica, ở phía đông Bosnia, là một "khu vực an toàn" đang được Liên Hợp Quốc bảo vệ. Tuy nhiên, Liên Hợp Quốc đã thất bại trong cả việc phi quân sự hóa quân đội của Cộng hòa Bosnia và Herzegovina (Arbih) bên trong Srebrenica lẫn việc buộc quân đội VRS xung quanh Srebrenica rút lui. Những người lính Dutchbat được trang bị vũ trang nhẹ của UnprofoFor không thể ngăn chặn việc chiếm giữ thị trấn và vụ thảm sát xảy ra tiếp theo. Một danh sách những người mất tích hoặc bị giết trong vụ thảm sát được biên soạn bởi Ủy ban Liên bang Bosnia có đến 8.372 tên. Tính đến  tháng 7 năm 2012, 6.838 nạn nhân diệt chủng đã được xác định thông qua phân tích DNA của các bộ phận cơ thể ở các nấm mồ tập thể  được chôn cất ở trung tâm tưởng niệm Potočari, và 236 nạn nhân được chôn cất ở các nơi khác.
Một số người Serb đã tuyên bố rằng vụ thảm sát là sự trả thù cho thương vong dân sự do những người lính Bosniak từ Srebrenica dưới sự chỉ huy của Naser Orić gây ra. Những tuyên bố 'trả thù' này đã bị ICTY và UN ICTY bác bị và lên án đó là những cái cớ xấu xa để cố gắng biện minh cho nạn diệt chủng.
Năm 2004, trong một phán quyết nhất trí về vụ kiện của Công tố viên chống lại Krstić, Tòa phúc thẩm của Toàn án về tội ác quốc tế ở Nam tư cũ đặt ở The Hague cho vụ giết người tập thể đó là Tội phạm diệt chủng theo luật quốc tế. Phán quyết cũng được Tòa án Công lý Quốc tế (ICJ) xác nhận vào năm 2007 Việc di dời ép buộc và lạm dụng từ 25.000 đến 30.000 phụ nữ Hồi giáo, trẻ em và người già của Bosnia, đi cùng với vụ thảm sát được phán quyết là đã cấu thành nên nạn diệt chủng, khi đi kèm với vụ tách biệt và giết chết những người phái nam.
Vào năm 2013, 2014, và một lần nữa vào năm 2019, nhà nước Hà Lan bị phán quyết tại Tòa án Tối cao Hà Lan và Tòa án quận Hague phải chịu trách nhiệm không làm đủ bổn phận để ngăn chặn cái chết của hơn 300 người.
Vào tháng 4 năm 2013, Tổng thống Serbia Tomislav Nikolić đã xin lỗi vì "Tội ác" ở Srebrenica, nhưng từ chối gọi nó là nạn diệt chủng.